# Guaramirim
Guaramirim es un municipio brasileño del estado de Santa Catarina. Tiene una población estimada al 2022 de 46 711 habitantes. Pertenece a la Región metropolitana del Norte-Nordeste Catarinense.

## Historia
Los primeros colonos en establecerse en la localidad llegaron en mayo de 1886. Estos fueron inmigrantes alemanes, localidad conocida entonces como Brüderthal.
En 1919 se creó el distrito de Guaramirim, subordinado a Joinville. El 30 de diciembre de 1948 formó parte del nuevo municipio de Massaranduba, finalmente se emancipó el 18 de julio de 1949.